# Marquesado de Quintana del Marco
El marquesado de Quintana del Marco es un título nobiliario español creado el 23 de diciembre de 1630 por el rey Felipe IV en favor de José Enríquez de Porres Múgica, señor de Quintana del Marco e hijo de Cristóbal de Porres Enríquez y Sotomayor, I conde de Castronuevo, y su esposa Mariana de Mújica y Velasco.
Su denominación hace referencia a Quintana del Marco, localidad española en la provincia de León, comunidad de Castilla y León.

## Marqueses de Quintana del Marco

Escudo de Quintana del Marco, en la provincia de León.

|                        | Titular                                             | Periodo                |
| Creación por Felipe IV | Creación por Felipe IV                              | Creación por Felipe IV |
| ---------------------- | --------------------------------------------------- | ---------------------- |
| I                      | José Enríquez de Porres Múgica                      | 1630-1631              |
| II                     | Francisca Enríquez de Porres                        | 1631-¿?                |
| III                    | María Petronila Niño de Porres y Enríquez de Guzmán | - 1700                 |
| IV                     | Martín Domingo de Guzmán y Niño                     | 1700-1722              |
| V                      | Sebastián Antonio de Guzmán y Spínola               | 1722-1757              |
| VI                     | José María de Guzmán y Vélez de Guevara             | 1757-1781              |
| VII                    | Diego Ventura de Guzmán y Fernández de Córdoba      | 1781-1805              |
| VIII                   | Diego Isidro de Guzmán y de la Cerda                | 1805-1849              |
| IX                     | Carlos Luis de Guzmán y de la Cerda                 | 1849-1880              |
| X                      | José Rainiero de Guzmán y de la Cerda               | 1880-1891              |
| XI                     | Juan Bautista de Guzmán y Caballero                 | 1891-1895              |
| XII                    | Juan de Zábala y Guzmán                             | 1895-1910              |
| XIII                   | Juana de Zábala y Guzmán de la Cerda                | 1910-1919              |
| XIV                    | José Guillermo Hurtado de Amézaga y Zábala          | 1919-1955              |
| XV                     | Juan Bautista Travesedo y García Sancho             | 1955-1961              |
| XVI                    | José María Travesedo y Martínez de las Rivas        | 1961-1962              |
| XVII                   | Juan Travesedo y Colón de Carvajal                  | 1962-2004              |
| XVIII                  | Ana Travesedo y Juliá                               | 2004-hoy               |

## Historia de los marqueses de Quintana del Marco
- José de Porres Mújica y Enríquez, I marqués de Quintana del Marco, II conde de Castronuevo.

Casó con Constanza de Orozco. Le sucedió su hermana:
- Francisca Enríquez de Porres, II marquesa de Quintana del Marco, III condesa de Castronuevo.[2]

Casó con García Niño de Mendoza (m. 1644), II conde de Villaumbrosa. Le sucedió su hija:
- María Petronila Niño de Porres (b. Madrid, 21 de julio de 1640[2]), III marquesa de Quintana del Marco, IV condesa de Castronuevo, III condesa de Villaumbrosa.[3]

Casó en primeras nupcias en 1652 con Pedro Núñez de Guzmán (1615-1678), III marqués de Montealegre, consejero de Indias, consejero de Castilla, presidente del Consejo de Castilla etc.; y en segundas nupcias con Diego Fernández de Córdoba y Alonso-Pimentel, caballero y trece de la Orden de Santiago, hijo del IX conde de Cabra. Le sucedió su hijo:
- Martín Domingo de Guzmán y Niño (Sevilla, 25 de febrero de 1658-Madrid, 15 de mayo de 1722), IV marqués de Quintana del Marco,[5] IV marqués de Montealegre, V conde de Castronuevo, V conde de Villaumbrosa, presidente del Consejo de Hacienda y del Consejo de Castilla, comendador de Bienvenida y de la Puebla de Sancho Pérez en Extremadura, menino bracero de la reina Mariana, gentilhombre de cámara del rey Carlos II, capitán de la guardia alemana del rey, capitán de la Real Guardia Española, sumiller de corps de Felipe V.[6]

Casó por poderes el 12 de noviembre de 1676, en Viena, con Teresa Spinola y Colonna (n. 1660), hija de Paolo Spínola Doria, III marqués de los Balbases y duque de Sesto, y de Anna Colonna Gioeni. Muerto su primogénito Pedro, le sucedió su hijo segundo:
- Sebastián Antonio de Guzmán y Spínola (m. 1757), V marqués de Quintana del Marco, VI conde de Castronuevo, VI conde de los Arcos, VIII conde de Añover de Tormes, caballero de la Orden del Toisón de Oro y de San Jenaro en Nápoles, coronel del regimiento de Valencia, gentilhombre de cámara de Felipe V, mayordomo mayor de la reina María Luisa Gabriela de Saboya, caballerizo mayor y sumiller de corps de Fernando VI.[7]

Casó el 18 de noviembre de 1708 con Melchora de la Trinidad Vélez de Guevara y Lamoral (m. 1727), XII condesa de Oñate, VII condesa de Villamediana, III marquesa de Guevara, III condesa de Campo Real (II). Le sucedió su hijo:
- José María de Guzmán y Guevara (Madrid, 22 de septiembre de 1709-19 de septiembre de 1781), VI marqués de Quintana del Marco, VI marqués de Montealegre, IV marqués de Guevara, XIII conde de Oñate, VII conde de los Arcos, VIII conde de Villamediana, IV conde de Campo Real (II), VII conde de Castronuevo, IX conde de Añover de Tormes, caballero del Toisón de Oro, Gran Cruz de Carlos III, correo mayor de España, caballero de la Orden de San Jenaro, gentilhombre de cámara con ejercicio, sumiller de corps, mayordomo mayor de las reinas María Bárbara de Portugal y María Amalia de Sajonia.[7][8]

Casó en primeras nupcias el 10 de agosto de 1728 con María Felicia Fernández de Córdoba-Figueroa y Spínola de la Cerda, hija de Nicolás Fernández de Córdoba y de la Cerda, X duque de Medinaceli etc., y su esposa Jerónima Spínola de la Cerda.
Casó en segundas nupcias el 21 de septiembre de 1748 con (Ventura Francisca) Fernández de Córdoba Folch de Cardona Requesens y de Aragón (1712-1768), XI duquesa de Sessa, IX duquesa de Baena, X duquesa de Soma, XV condesa de Cabra etc. Le sucedió un hijo de su primer matrimonio:
- Diego Ventura de Guzmán y Fernández de Córdoba (Madrid, 11 de noviembre de 1738-8 de julio de 1805), VII marqués de Quintana del Marco, XVII marqués de Aguilar de Campoo,  VII marqués de Montealegre, V marqués de Guevara, XIV conde de Oñate, V conde de Campo Real (II), XXI conde de Castañeda, IX conde de Villamediana, VIII conde de los Arcos, X conde de Añover de Tormes, VIII conde de Castronuevo, canciller mayor de Castilla, mayordomo mayor y gentilhombre de cámara del rey con ejercicio y servidumbre, caballero del Toisón de Oro, Gran Cruz de Carlos III, correo mayor de España.[9][10]

Casó el 10 de octubre de 1756 con su prima María Isidra de la Cerda y Guzmán (1742-1811), XIX duquesa de Nájera etc., camarera mayor de palacio. Le sucedió su hijo:
- Diego Isidro de Guzmán y de la Cerda (Madrid, 2 de junio de 1776-Madrid, 12 de diciembre de 1849), VIII marqués de Quintana del Marco,  XX duque de Nájera, XVIII marqués de Aguilar de Campoo, VIII marqués de Montealegre, VI marqués de Guevara, XV conde de Oñate, XV conde de Paredes de Nava, IX conde de los Arcos, XXIV conde de Treviño, XXIII conde de Valencia de don Juan, X conde de Villamediana, XXII conde de Castañeda, XI conde de Añover de Tormes, IX conde de Castronuevo, VI conde de Campo Real (II), caballero del Toisón de Oro, gentilhombre de cámara del rey con ejercicio y servidumbre, Gran Cruz de Carlos III.[12][13]

Casó en primeras nupcias el 1 de agosto de 1795, en Valencia, con María del Pilar de la Cerda y Marín de Resende, hija de José María de la Cerda y Cernecio, conde de Parsent, y su esposa María del Carmen Antonia Marín de Resende Fernández de Heredia, condesa de Bureta.
Casó en segundas nupcias el 7 de febrero de 1814 con María Magdalena Tecla Caballero y Terreros (1780-1865), dama de la reina y de la Orden de María Luisa, hija de Juan Fernández Caballero, director general de correos, y su esposa Juliana de Terreros.
Le sucedió su hijo:
- Carlos Luis de Guzmán de la Cerda (1801-1880), IX marqués de Quintana del Marco, XX duque de Nájera,  IX marqués de Montealegre, VII marqués de Guevara, XVI conde de Oñate, X conde de Castronuevo, VII conde de Campo Real (II), senador.[14][15]

Casó el 28 de julio de 1829, en Madrid, con su prima carnal María Josefa de la Cerda y Palafox. Le sucedió su hermano:
- José Rainiero de Guzmán y de la Cerda (1801-1891), X marqués de Quintana del Marco, XXII duque de Nájera, VII marqués de Guevara, XVII conde de Oñate, XXV conde de Treviño, XI conde de Castronuevo.[14]

Soltero, sin descendencia. Le sucedió su hermano:
- Juan Bautista de Guzmán y Caballero (1816-1895), XI marqués de Quintana del Marco, XXIII duque de Nájera, XXVI conde de Treviño, XII conde de Castronuevo.[14] Le sucedió su sobrino carnal:

- Juan de Zábala y Guzmán (San Sebastián, 15 de agosto de 1844-Madrid, 11 de abril de 1910), XII marqués de Quintana del Marco, XXIV duque de Nájera, X marqués de Guevara, XI marqués de Montealegre, II marqués de Sierra Bullones, XIX conde de Oñate, XXVII conde de Treviño, XIII conde de Castronuevo, XVII conde de Paredes de Nava, teniente general, embajador extraordinario en Rusia, gobernador marítimo en Cádiz, Gran Cruz de Carlos III, gentilhombre de cámara del rey con ejercicio y servidumbre.[16]

Casó el 12 de mayo de 1870 con Carolina de Santamarca y Donato (1849-1914), II condesa de Santa Marca. Le sucedió:
- Juana de Zábala y Guzmán de la Cerda (20 de noviembre de 1846-31 de diciembre de 1919), XIII marquesa de Quintana del Marco, VI condesa de Villaseñor, dama de la Orden de María Luisa.[17]

Casó el 2 de junio de 1866, en Madrid, con Camilo Hurtado de Amézaga y Balmaseda (1827-1888), VI marqués del Riscal de Alegre, caballero de la Real Maestranza de Zaragoza. Le sucedió su hija:
- José María Hurtado de Amézaga y Zábala (Madrid, 1 de agosto de 1867-San Sebastián, Guipúzcoa, 10 de mayo de 1955), XIV marqués de Quintana del Marco, VII marqués del Riscal de Alegre, VII conde de Villaseñor, caballero de la Orden de Calatrava, caballero de la Real Maestranza de Zaragoza, Gran Cruz de la Orden de la Concepción de Portugal, caballero de la Legión de Honor de Francia, gentilhombre de cámara con ejercicio de Alfonso XII.[17][18]

Casó en mayo de 1895 con Berenguela del Collado y del Alcázar, III marquesa de la Laguna, III marquesa de Sofraga (1912), II vizcondesa de Jarafe. Le sucedió:
- Juan Bautista Travesedo y García-Sancho (25 de enero de 1890-27 de abril de 1965), XV marqués de Quintana del Marco, XXVIII duque de Nájera, XXII marqués de Aguilar de Campoo, VI marqués de Sierra Bullones, VIII marqués de Torreblanca, XXIII conde de Oñate, XXXI conde de Treviño, XXI conde de Paredes de Nava, capitán de caballería, caballero y diputado decano del Real Cuerpo de Hijosdalgos de la Nobleza de Madrid, gentilhombre de cámara con ejercicio y servidumbre del rey Alfonso XIII.[19]

Casó el 14 de octubre de 1920, en Bilbao, con María del Carmen Martínez de las Rivas y Richardson (n. 1899), dama de la reina Victoria Eugenia. Previa orden del 24 de julio de 1961 para que se expida la correspondiente carta de sucesión (BOE del 14 de agosto de 1962), le sucedió, por distribución, su hijo:
- José María Travesedo y Martínez de las Rivas (Madrid, 18 de junio de 1924-29 de marzo de 1993), XVI marqués de Quintana del Marco, VII marqués de Sierra Bullones, IX marqués de Torreblanca, XXIV conde de Oñate, XXVIII conde de Valencia de don Juan, XXII conde de Paredes de Nava, XXXII conde de Treviño, XIII conde de Campo Real (II), XXVI conde de Castañeda, teniente coronel de caballería, miembro de la Asociación de Hidalgos a Fuero de España.[21]

Casó el 30 de junio de 1948, en Ávila, con María Eulalia Colón de Carvajal y Maroto. Previa orden del 31 de julio de 1962 para que se expida la correspondiente carta de sucesión (BOE del 4 de agosto), le sucedió, por distribución, un sobrino de su hijo Juan María Travesedo y Martínez de las Rivas, XXIX duque de Nájera:
- Juan Travesedo y Colón de Carvajal (n. Madrid, 23 de julio de 1949), XVII marqués de Quintana del Marco, XXX duque de Nájera, XXV conde de Oñate, XXIII conde de Paredes de Nava, XXXIII conde de Treviño, XXVII conde de Castañeda, XIV conde de Campo Real (II), V conde de Consuegra, XVI conde de Castronuevo, teniente coronel de infantería.[22]

Casó el 26 de noviembre de 1973, en Humera (Madrid), con Ana María Juliá y Diez de Rivera. El 26 de abril de 2004, previa orden del 12 de marzo del mismo año para que se expida la correspondiente carta de sucesión (BOE del 22 de abril), le sucedió, por distribución, su hija:
- Ana Travesedo y Juliá (n. Madrid, 27 de marzo de 1980), XVIII marquesa de Quintana del Marco, licenciada en Ciencias Químicas.[25]

Casó en junio de 2005, en Madrid, con Jaime Zurita y Carrión.